# Pirahã
Pirahã (nazwa własna: Híaitíihí, dosłownie „prości” – to, co obce, jest według nich „zakrzywione”, czyli xapagáiso) – ludność indiańska mieszkająca w brazylijskiej części dżungli amazońskiej nad rzeką Maici. Obecnie plemię liczy – według różnych szacunków – od 200 do 360 osób, choć dawniej było ich o wiele więcej.
Pirahã są łowcami i zbieraczami. Ich religia przypomina wierzenia animistyczne – są przekonani o istnieniu świata duchów, zwanych przez nich xigagaí, „istotami bez krwi”. Uważają też, podobnie jak inne plemiona południowoamerykańskie, że świat podzielony jest na wyższe i niższe strefy. Ich kultura nie posiada jednak wielu innych elementów typowych dla religii, takich, jak rytuały, wiara w życie pozagrobowe czy mitologia (w tym mit o stworzeniu świata).
Język pirahã, którego używają, stał się obiektem zainteresowań lingwistyki w związku z cechami nietypowymi dla innych języków, m.in. brakiem wyraźnego słownictwa związanego z barwami i liczbami.
Kultura Indian Pirahã wykazuje również inne cechy odmienne od pozostałych kultur ludzkich:
- Pirahã nie znają historii swojego plemienia w czasach odleglejszych, niż sięga pamięć najstarszego członka plemienia
- Nie są świadomi pokrewieństwa bardziej odległego niż między rodzeństwem lub rodzicami i dziećmi
- W ich kulturze szczególne znaczenie ma bezpośrednie doświadczenie, np. słowo xibipíío oznacza granicę pomiędzy tym, co jest doświadczane, a tym, co znalazło się już poza zasięgiem zmysłów[1]
- Nie znają sztuki, poza prostymi rysunkami i amuletami do odstraszania demonów
- Okresowo głodzą się (mimo że w dżungli jest pod dostatkiem pożywienia), by stać się tigisái, „twardzi”
- Rzadko śpią przez całą noc, zadowalając się krótkimi (od 15 minut do 2 godzin) drzemkami w różnych porach doby
- W ich języku nie ma prawdopodobnie słów na określenie kolorów; by określić barwy stosują porównania („jak krew”)
- Nie znają liczb. Według niektórych źródeł występują określenia jeden i więcej[2], według innych (Daniel Everett) liczebniki nie występują wcale, brak nawet słowa „jeden” (możliwe jest jedynie wyrażenie małej lub większej ilości)[3]. Próby nauczenia Pirahã liczenia do dziesięciu za pomocą portugalskich liczebników zakończyły się niepowodzeniem.